# 棱萼茜属
棱萼茜属（学名：Hayataella）是茜草科下的一个属，为多年生、匍匐草本植物。该属仅有棱萼茜（Hayataella mitchelloides）一种，分布于台湾。